# 天猫精灵

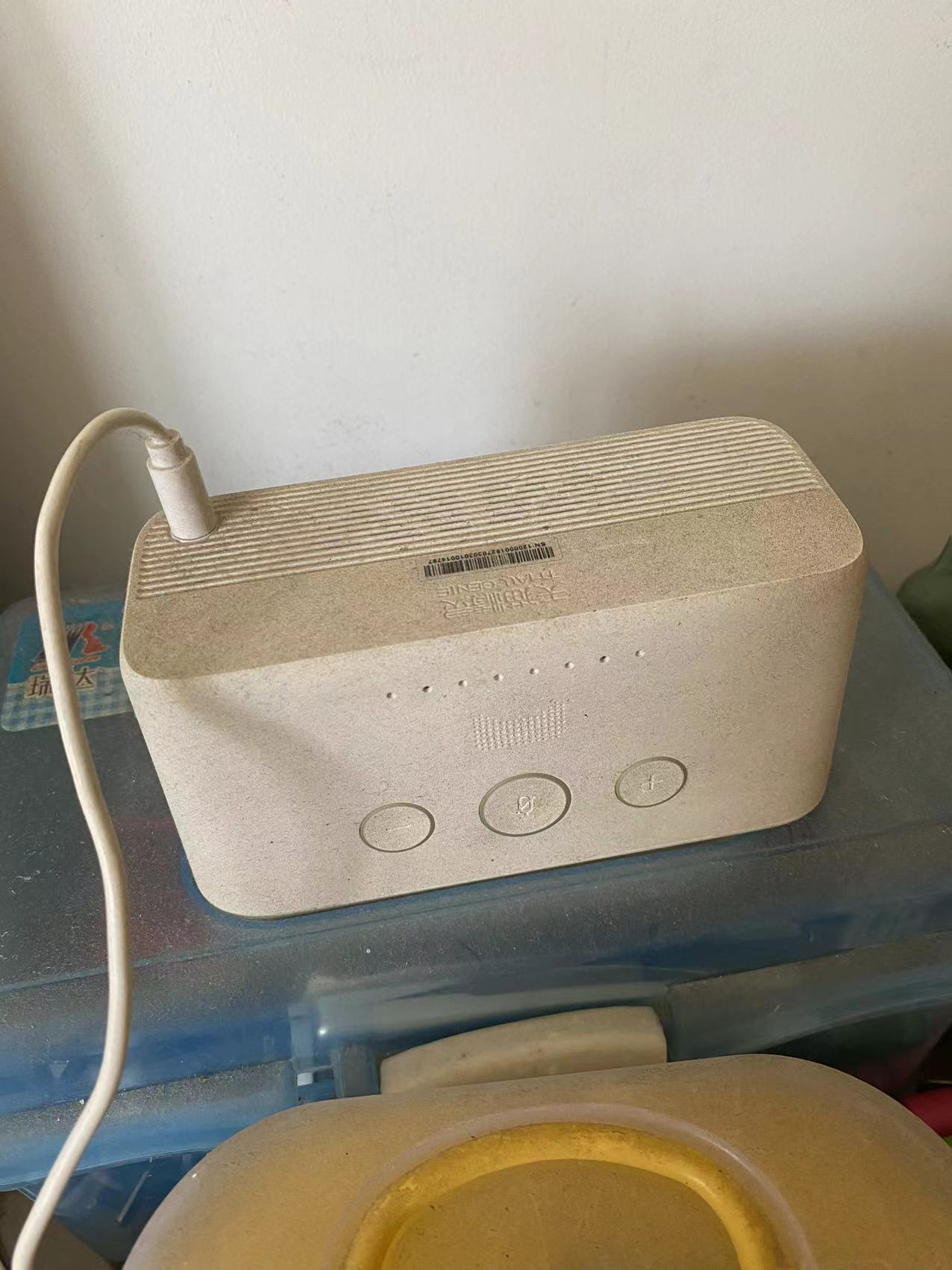
天貓精靈

天猫精灵是阿里巴巴人工智能实验室研发的智能语音助手音箱，基于AliGenie，具有娱乐、生活、购物等多个领域的数百个功能，类似于Amazon Echo、Google Home、Apple HomePod。天猫精灵于2017年7月5日发布，2017年8月8日正式开售。

### 功能
- 讲故事
- 讲笑话
- 听音乐
- 起床闹钟
- 倒计时报时
- 叫外卖
- 淘宝购物、充话费
- 查找手机